# Karel van Hulthem

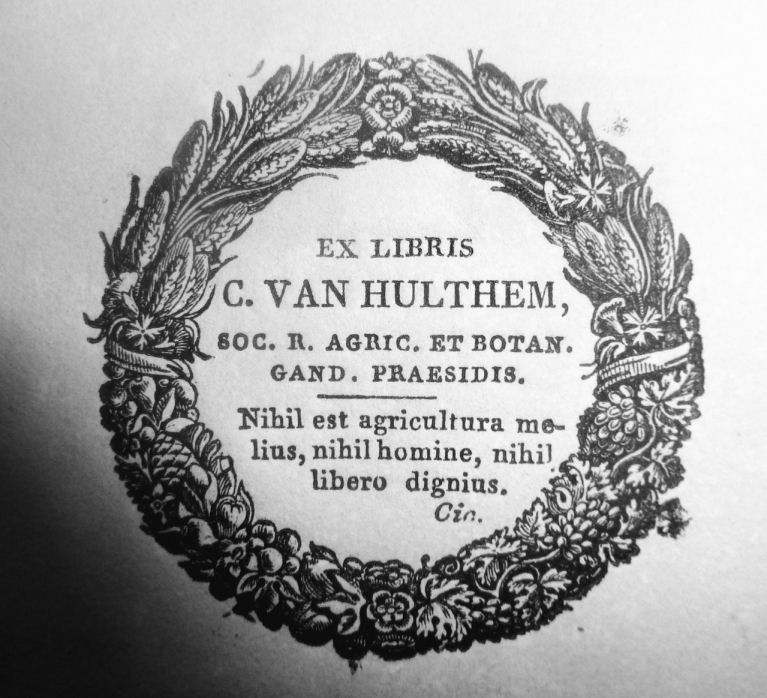
X -Libris, Verzameling Internationaal Exlibriscentrum

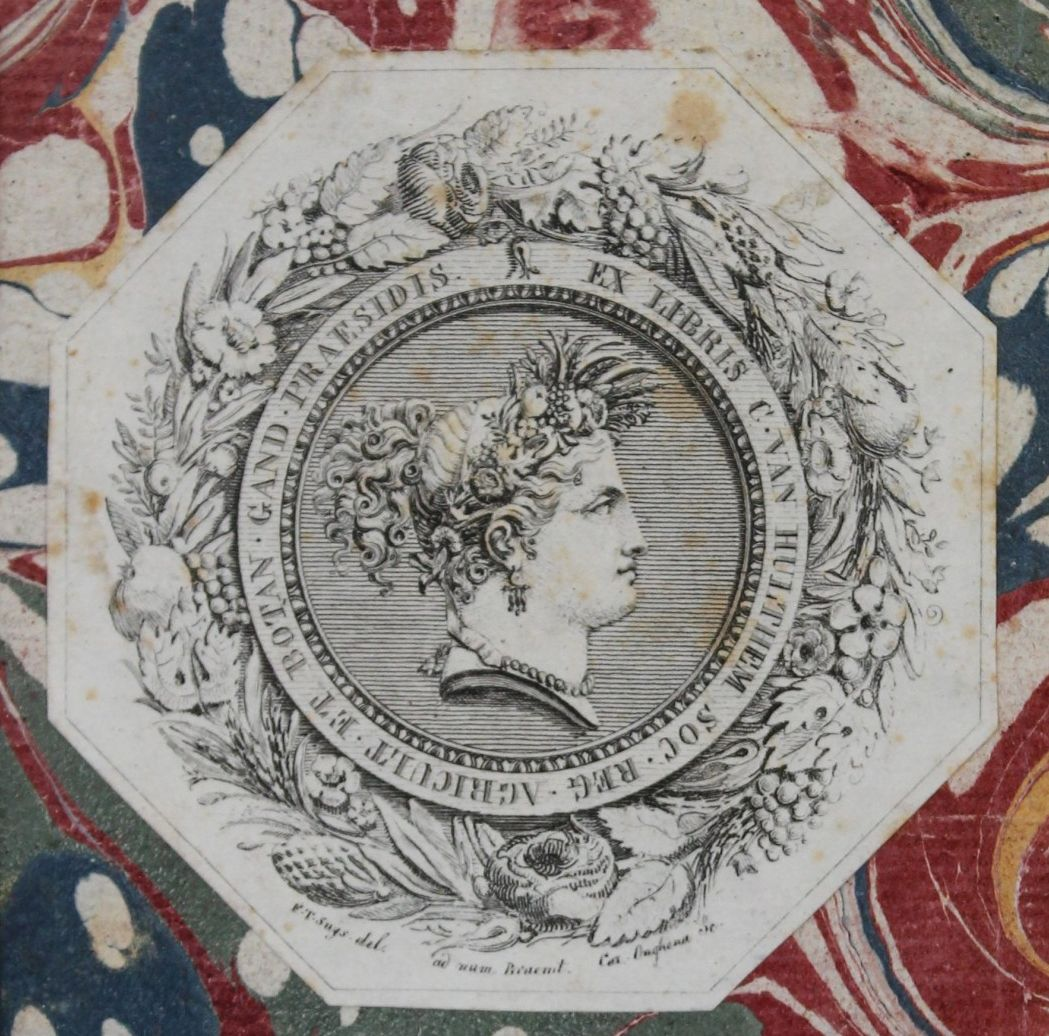
Ex Libris in Ex Libris in: Conditio[n]is hu[m]ane, Koninklijke bibliotheek van België, INC A 1.364 (RP).

Karel Jozef Emmanuel van Hulthem of ook wel Charles Joseph Emanuel van Hulthem (Gent, 17 april 1764 - aldaar, 16 december 1832) was een Zuid-Nederlands, meer bepaald Gents, bestuurder en intellectueel, die bekend is vanwege zijn bibliofiele verzameling en zijn levenslange inzet voor de bevordering van de wetenschappen, kunsten en letteren.

## Cultureel belang
Van Hulthem geldt als grondlegger van een aantal vooraanstaande culturele instellingen, waaronder in Gent:
- het Museum voor Schone kunsten,
- de Bibliotheek van de Centrale School (waaruit later de Universiteitsbibliotheek en de Openbare Stadsbibliotheek van Gent voortkwamen),
- de Kruidtuin (tegenwoordig de Plantentuin Universiteit Gent).

In de literatuur geniet zijn naam ook bekendheid door het naar hem vernoemde Hulthemse handschrift, dat Van Hulthem in 1811 kocht van een notaris uit Brussel en dat in 1838 als onderdeel van zijn ruim 32.000 werken tellende bibliotheek overging naar de Belgische Staat en opgenomen werd in de Koninklijke Bibliotheek. In het legaat zat ook het Wapenboek Gelre dat van Hulthem in 1820 voor 19 gulden op een veiling verwierf.

## Jeugdjaren
Karel van Hulthem werd geboren in een magistratenfamilie en genoot een goede en uitgebreide opleiding. Hij begon zijn schoolcarrière aan het Gentse Augustijnencollege, volgde later tekenlessen bij Pierre Norbert van Reysschoot en ging naar Rijsel om zich te bekwamen in de handelspraktijk.
Hij hechtte veel belang aan een gedegen filosofische studie en studeerde rechten en filosofie in zowel Leuven als Reims. Hij had een brede interesse en volgde ook lessen bij onder meer Jan Pieter Minckeleers en Jan Frans Van de Velde, met wie hij vriendschappen sloot. Na zijn studies vestigde hij zich korte tijd als advocaat in Gent. Zoals het een jonge man van stand behoorde ondernam hij ook heel wat reizen.
Reeds op jonge leeftijd begon Van Hulthem met een eigen verzameling boeken, drukken en medailles die in de loop van zijn leven uitgroeide tot een uitgebreide collectie met enkele tienduizenden stukken.

## Bestuurlijke functies
Van Hulthem bekleedde verschillende vooraanstaande bestuurlijke posities, die hem naast zijn eigen fortuin en afkomst des te meer in staat stelden kunst en cultuur in Gent te stimuleren.
In 1787 werd hij voorstander van de Brabantse revolutie en in 1789 behoorde hij tot de 60 vertegenwoordigers van de stad Gent en werd bij de verkiezing van de Gentse Collatie in 1790 aangesteld als woordvoerder. Hij kan getypeerd worden als opportunist, die zijn politieke en maatschappelijke posities primair in dienst stelde van zijn liefhebberij en zich niet sterk verbonden achtte met een van de politieke stromingen.
In 1796 richtte hij in de kerk van de Sint-Pietersabdij een nieuw museum in, het Museum voor Schone Kunsten. Daarin bracht hij de kunstwerken en boeken onder die aan de enige tijd eerder opgeheven kloosters hadden toebehoord. Ook richtte hij in die jaren in de tuinen van de Baudelooabdij de Kruidtuin op (de 'Hortus Gandavensis'), bakermat van de Gentse Floraliën en, in diezelfde abdij, de Bibliotheek van de Centrale School.
Toen uit deze bibliotheek de Openbare Stadsbibliotheek van Gent voortkwam, werd Van Hulthem zelf aangesteld als eerste bibliothecaris. Later werd hij onder meer aangesteld als conservator bij de Stadsbibliotheek van Brussel, waar de manuscripten uit de Librije van Bourgondië onder zijn hoede werden gesteld. Deze functie vervulde hij tot 1821. Verder was hij in de loop van zijn carrière onder meer voorzitter van de Gentse Maatschappij van Landbouw en Kruidkunde (de huidige Gentse Floraliën), voorzitter van de Gentse Teeken- Academie, rector van de Academie van Brussel (waardoor ook de Latijnse scholen van een aantal gewesten onder zijn toezicht stonden), curator der Hoogeschool van Leuven en uiteindelijk ook curator van de Hoogeschool van Gent.

## Franse tijd
Vanaf 1796 behoorde Van Hulthem tot de gezagsgetrouwe Gentenaars die de overstap naar de Franse republiek zonder moeite maakten. Hij kon zijn invloed aanwenden om geschriften en kunstwerken te behoeden voor beschadiging of vernietiging. Zo voorkwam hij dat het klokje van de carillon van Baudeloo werd omgesmolten tot kanon.
In 1797 werd hij voor het Scheldedepartement aangeduid als lid van de 'Conseil des 500' (het Wetgevende lichaam onder het Directoire) en in 1802 werd hij door Bonaparte benoemd tot lid van het 'Tribunat'. Van Hulthem behoorde er tot de kritische leden en was onder meer een van diegenen die tegen de instelling stemden van een keizerrijk, met Bonaparte als keizer. De tegenstanders werden in de minderheid gesteld en, nadat ze passieve weerstand hadden geboden, werd het Tribunaat in 1807 door Napoleon gewoon afgeschaft.
Van Hulthem keerde permanent naar de Belgische provincies terug. In Brussel werd hij niet alleen stadsbibliothecaris, maar ook rector van de Belgische afdeling van de Université Impériale in Brussel en hoogleraar aan en decaan van de Faculteit Letteren. Hij stond hiermee niet alleen aan het hoofd van de toen enige universitaire instelling in de Belgische departementen, maar had eveneens de hoge hand over het lager en middelbaar onderwijs in deze departementen.

## Nederlandse tijd en Belgische Revolutie
In 1814 begroette Van Hulthem de stichting van de Verenigde Nederlanden als een goede evolutie. Hij werd griffier van de Tweede Kamer (wat hij echter in 1817 al opgaf) en bestendig secretaris van de Koninklijke Academie (tot in 1821).
Hij werd ook curator van de in 1817 in Leuven gestichte Rijksuniversiteit en in 1824 van de Gentse universiteit. Deze functies, bij typische stichtingen van koning Willem I, deden hem als orangist bestempelen.
Hij kon niet voorkomen dat tijdens de septemberrevolutie in 1830 een deel van zijn collectie verloren ging bij een bestorming van zijn huis aan de Brusselse Hofberg. Na dit voorval trok hij zich in zijn geboortestad terug. Niet alleen zijn eigen collectie had tijdens de revolutie geleden, ook de faculteiten Wiskunde en Letteren van de Hogeschool in Gent waren tijdens de rellen verwoest. Van Hulthem drong er bij de nieuwe bestuurders op aan die faculteiten te herstellen en stelde daarvoor ook zelf middelen ter beschikking.
In 1832 overleed Karel van Hulthem in Gent aan een beroerte. Hij was ongetrouwd en kinderloos gebleven. In 1836 ging zijn omvangrijke collectie over naar de Belgische Staat, en werd een belangrijk onderdeel van de Koninklijke Bibliotheek van België.